# Свистунов, Александр Григорьевич
Алекса́ндр Григо́рьевич Свистуно́в (укр. Олександр Григорович Свістунов; род. 23 февраля 1947, Львов) — украинский политический и общественный деятель. Депутат Верховного совета Крыма (2006-2014), участник русского национального движения, предприниматель.

## Биография
Родился 23 февраля 1947 во Львове. Русский.
После окончания средней школы служил в Советской армии, затем работал на заводе «Электрон» мастером, начальником цеха, начальником производства. В 1978 году окончил исторический факультет Львовского университета им. И. Франко. Учился в аспирантуре. С 1977 по 1982 год преподавал в школах и вузах Донецка и Львова. С 1983 по 1987 год работает на железной дороге механиком, начальником рефрижераторного поезда.
В 1987 году создал и возглавил производственный кооператив, в последующем — объединение кооперативов и ряд производственно-коммерческих предприятий.
С 1995 до 2001 года — Президент львовской Ассоциации делового сотрудничества предпринимателей «Славяне». Автор и разработчик ряда перспективных программ по развитию экономики Западного региона Украины.

## Общественно-политическая деятельность
В начале 1990-х гг. был активным членом партии Гражданский Конгресс, от которой выдвигался кандидатом на выборах в Верховную Раду в 1994 году. Из-за конфликта с руководством вышел из партии.
В 1996 году выполнял обязанности члена Совета соотечественников при Государственной думе РФ, был избран президентом Конфедерации русских общин и организаций западных областей Украины.
В 1997 году организовывает Ассоциацию национальных обществ Львовщины. Участвовал в выборах 1998 года как кандидат в депутаты Верховной рады по Франковскому избирательному округу № 17 (г. Львов), 4-е место среди 21 претендента. В 1999 году инициирует создание Конфедерации национальных обществ западных областей Украины, в которую вошли около сорока организаций национальных обществ восьми западноукраинских областей. В мае 1999 году проводит I съезд русских Украины, на котором избран заместителем председателя Русского Совета Украины.
3 июля 1999 года на учредительной конференции избран председателем Русского движения Украины, которое в короткие сроки становится главной силой, объединяющей русских Украины и представляющей их интересы. Вскоре на его бизнес началось давление со стороны налоговой администрации, контролируемой руководителем президентской администрации Медведчуком, который считал деятельность по защите прав русских Украины своим «полем».
Организатор Межнационального Форума Украины, учредительный съезд которого состоялся 5 — 6 февраля 2000 года в Киеве. Избран его председателем. 20 июня 2002 года на третьем съезде Партии «За Русь единую», председателем которой являлся A. Свистунов, было принято решение об объединении с партией «Русско-украинский союз» (председатель Иван Петрович Симоненко) и о принятии нового названия партия «Русский блок» (ПРБ). В ноябре 2002 года по инициативе Свистунова был создан «Русский медиа-холдинг» в состав которого вошли 17 изданий, из которых 14 — печатные, а 3 — интернет-издания. В связи с политической деятельностью Александра Свистунова с конца 2002 года на его экономические структуры начало оказываться давление со стороны Налоговой администрации.
В результате конфликта в руководстве РДУ и «Русского Блока» в начале 2005 года был смещён с должности председателя этих организаций и исключён из них. «Русское Движение Украины» возглавил Олег Юрьевич Лютиков, который является также заместителем председателя Международного Совета российских соотечественников. Партию «Русский блок» возглавил Владимир Васильевич Пашков, являющийся также председателем Международной Ассоциации молодёжных организаций российских соотечественников. Александр Свистунов не признал эти решения, принятые на съезде в Киеве 12 марта 2005. Его сторонниками был проведён съезд 19 июля 2005 года, который отменил решения предыдущего съезда и оставил А. Свистунова на посту главы РДУ и ПРБ. Министерство юстиции Украины также не признало смещения А. Свистунова с постов главы РДУ и ПРБ.
С апреля 2006 года депутат Верховного Совета Крыма (по спискам блока «За Януковича!», в который вошли Партия регионов и «Русский блок»). Главой партии «Русский блок» А. Г. Свистунов оставался до 2010 года. Руководил Русским движением Украины до апреля 2014 года. В апреле 2014 года переехал в Крым.
В 2016 году участвовал от партии «Рост» в выборах в Государственную думу России. Получил 1199 голосов.
В течение многих лет Александр Свистунов оказывает разнообразную материальную помощь русским организациям (в особенности Русскому культурному центру им. Пушкина во Львове) и частным лицам.

## Семья
Александр Свистунов женат, имеет двух дочерей и двух сыновей.